# Nephodia perilla
Nephodia perilla là một loài bướm đêm trong họ Geometridae.